# Сара Катсуліс
Сара Катсуліс (англ. Sarah Katsoulis, 10 травня 1984) — австралійська плавчиня.
Призерка Чемпіонату світу з водних видів спорту 2009 року.
Призерка Чемпіонату світу з плавання на короткій воді 2004, 2008, 2010, 2012 років.
Призерка Пантихоокеанського чемпіонату з плавання 2006, 2010 років.
Призерка Ігор Співдружності 2010 року.